# Jauge IRC
Pour les articles homonymes, voir IRC.
La jauge IRC est une jauge de course internationale reconnue par World Sailing, Fédération internationale de voile, créée en 2000 à partir du Channel Handicap System, destinée au calcul du temps compensé par un handicap pour les courses de voiliers. L'IRC permet de faire courir ensemble et de manière équitable des bateaux de tailles et de conceptions différentes.
Les règles et contrôles sont gérés notamment par le Royal Ocean Racing Club (Grande-Bretagne) et l'Union Nationale pour la Course au Large (France).
IRC n'est pas un sigle. Les premières règles étaient désignées comme International Rules (IR), ou International Rule Club, mais n'ayant aucun point commun avec la jauge internationale et n'étant pas encore reconnues à l'époque par l'ISAF, le RORC a renommé les règles sans mention « international » avec le terme IRC.

## Historique
La jauge IRC a pour origine le Channel Handicap System (CHS) conçu par le RORC et l'UNCL en 1983. 
L'IRC est une jauge de course reconnue par la Fédération internationale de voile en novembre 2003.